# Университет Хастон-Тиллотсон
Университет Хастон-Тиллотсон (англ. Huston–Tillotson University, сокр. HTU) — американский частный университет в Остине, штат Техас; исторически чёрное высшее учебное заведение.
Университет Хастон-Тиллотсон, основанный в 1875 году, был первым высшим учебным заведением в Остине. Учебное заведение связано с Объединенной методистской церковью, Объединенной церковью Христа и Объединенным фондом негритянских колледжей.

## История
История университета начинается с двух учебных заведений: Колледж Тиллотсона (Tillotson College) и Колледж Сэмюэля Хастона (Samuel Huston College).
Колледж Тиллотсона был зарегистрирован как школа совместного обучения в 1877 году Американским миссионерским обществом конгрегационалистских церквей (American Missionary Society of Congregational) и Джорджем Джеффри Тиллотсоном. Он открылся 17 января 1881 года и за время своего существования имел 12 президентов. С 1926 по 1935 год Колледж Тиллотсон являлся женским учебным заведением. Колледж Сэмюэля Хастона возник на основе методистской епископальной конференции (Methodist Episcopal conference) в 1875 году. Он был назван в 1900 году в честь Сэмюэля Хастона из Маренго, штат Айова.
24 октября 1952 года Колледж Тиллотсона и Колледж Сэмюэля Хастона объединились в единый Колледж Хастон-Тиллотсон (Huston-Tillotson College). 28 февраля 2005 года он стал Университетом Хастон-Тиллотсон.

## Деятельность

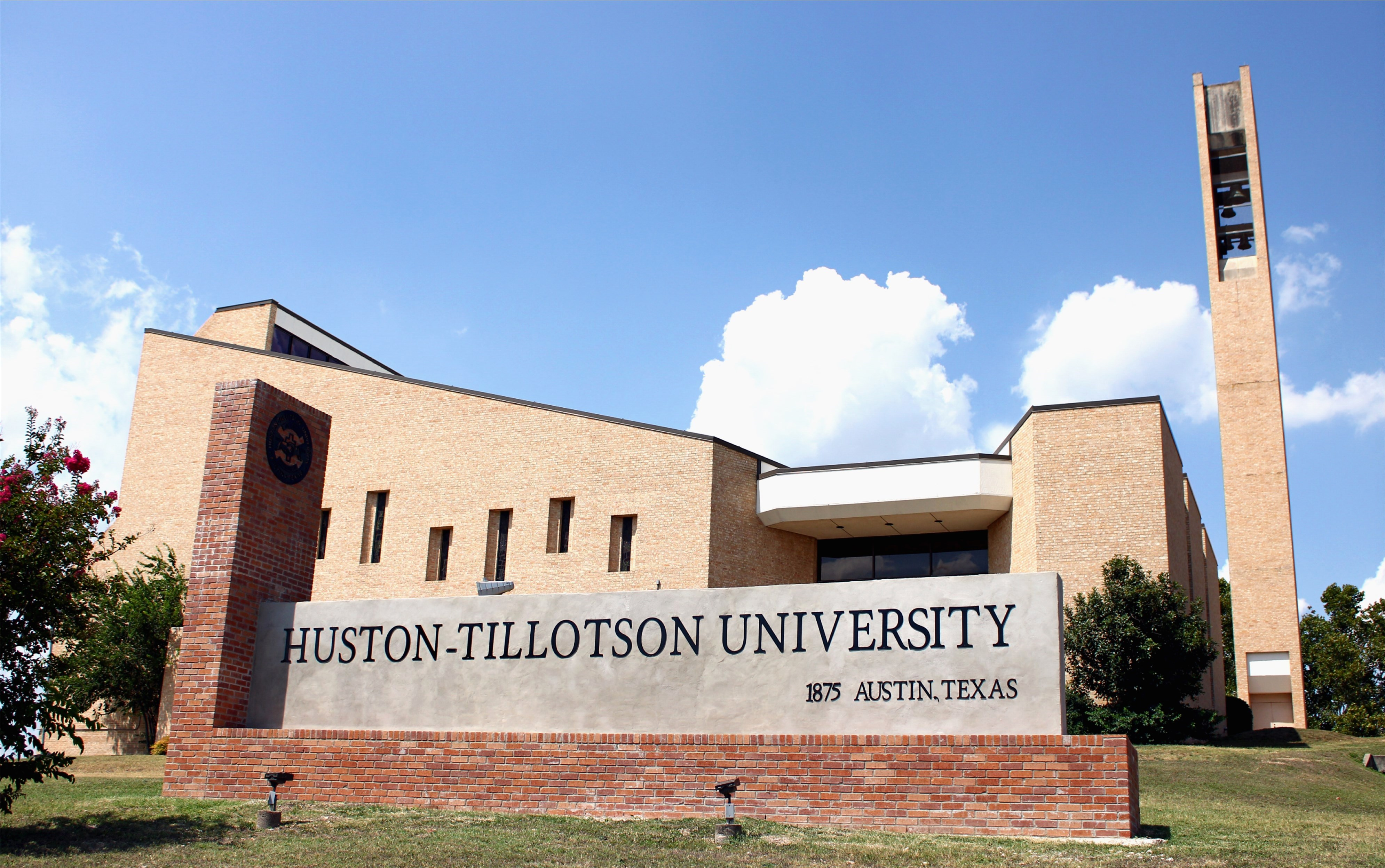
Университет Хастон-Тиллотсон

Университет Хастон-Тиллотсон предлагает степени бакалавра и магистра по следующим направлениям:
- Колледж искусств и наук (College of Arts and Sciences)
- Школа бизнеса и технологий (School of Business and Technology)

Программа обучения W.E.B. Dubois Honors Program предоставляет высококвалифицированным студентам бакалавриата особые академические и внеучебные возможности. Также у университета есть программа двойного инженерного диплома вместе с университетом A&M в Прери-Вью. В рамках этой программы студенты Университета Хастон-Тиллотсон проходят обязательные курсы в своём кампусе, а затем автоматически переводятся в Университет A&M в Прери-Вью для получения степени инженера. Таким образом студенты, успешно завершившие программу, получат две степени: степень бакалавра наук по математике от Университета Хастон-Тиллотсон и степень бакалавра наук по инженерной дисциплине от Университет A&M в Прери-Вью.
Университетский кампус площадью 9,7 га расположен на месте бывшего Колледжа Тиллотсон на участке земли, называемом местными жителями Блюбоннет-Хилл (Bluebonnet Hill). Одно из зданий, Здание выпускников вуза Энтони и Луизы Виер, также известное как Старое административное здание, внесено в Национальный реестр исторических мест США.
В числе известных выпускников этого университета: джазовый музыкант Бобби Брэдфорд; активистка и борец за гражданские права Хуанита Крафт; единственная афроамериканка, занимавшая пост пост казначея Соединенных Штатов Ази Мортон.